# 올림푸스 PEN E-PL3
PEN E-PL3(영어: Olympus PEN E-PL3)은 2011년 8월 출시된 올림푸스의 미러리스 렌즈 교환식 카메라이다. Pen E-PL2의 후속이며, E-P3의 다운그레이드 버전이다. 처음으로 틸트식 LCD를 탑재했으며, 5.5연사 지원, 1080p 해상도의 동영상 지원등 많은 개선이 이뤄졌다.

## 같이 보기
- 마이크로 포서즈 시스템
- 미러리스 카메라